# ألف وود (لاعب كرة قدم)
ألف وود (بالإنجليزية: Alf Wood)‏ (25 أكتوبر 1945 في المملكة المتحدة - 13 أبريل 2020) هو لاعب كرة قدم إنجليزي في مركز الهجوم. لعب مع شروزبري تاون ومانشستر سيتي ونادي ميدلزبره ونادي ميلوول ونادي والسول وهال سيتي وستافورد رينجرز.

## وصلات خارجية
- ألف وود على موقع قاعدة بيانات كرة القدم.إي يو (الإنجليزية)